# 切列姆霍沃市镇
切列姆霍沃市镇（俄语：Черемховское муниципальное образование）是俄罗斯联邦伊尔库茨克州切列姆霍沃区所属的一个市镇。其下辖有个居民点，行政中心为雷谢沃。据2016年统计，该市镇的人口为1876人。